# Cicurina atomaria
Cicurina atomaria là một loài nhện trong họ Dictynidae.
Loài này thuộc chi Cicurina. Cicurina atomaria được Eugène Simon miêu tả năm 1898.